# Nelson Kuhn
Nelson Kuhn (født 7. juli 1937 i Whitemouth, Canada, er en canadisk tidligere roer.
Ved OL 1960 i Rom vandt Kuhn en sølvmedalje, som del af den canadiske otter. Canada kom ind på andenpladsen i finalen, 4,34 sekunder efter guldvinderne fra Tyskland. Tjekkoslovakiet vandt bronze, 3,32 sekunder efter canadierne. De øvrige medlemmer af den canadiske båd var Donald Arnold, Walter D'Hondt, John Lecky, David Anderson, Archibald MacKinnon, Bill McKerlich, Glen Mervyn og styrmand Sohen Biln.
Kuhn var, ligesom de øvrige medlemmer af canadiernes 1960-otter, studerende ved University of British Columbia i Vancouver.

## OL-medaljer
- 1960:  Sølv i otter